# Brasserie Loterbol
Vous pouvez aider à l'améliorer ou bien discuter des problèmes sur sa page de discussion.
- Il ne cite pas suffisamment ses sources. Vous pouvez indiquer les passages à sourcer avec {{référence nécessaire}} ou {{Référence souhaitée}}, et inclure les références utiles en les liant aux notes de bas de page. (Marqué depuis avril 2021)
- Il contient une ou plusieurs listes. Le texte gagnerait à être rédigé sous la forme d’un ou plusieurs paragraphes synthétiques, afin d’être plus agréable à lire. (Marqué depuis avril 2021)

- Archive Wikiwix
- Bing
- Cairn
- DuckDuckGo
- E. Universalis
- Gallica
- Google
- G. Books
- G. News
- G. Scholar
- Persée
- Qwant
- (zh) Baidu
- (ru) Yandex
- (wd) trouver des œuvres sur Wikidata

La brasserie Loterbol (en néerlandais : Brouwerij Loterbol) est une brasserie située à Diest en province du Brabant flamand en Belgique. Elle produit notamment les bières Loterbol.

## Histoire
La brasserie est aussi un café. Il est situé dans un immeuble ancien. Dans le café, une pierre mentionne la date de 1706. On y brassait probablement déjà à l'époque. Par la suite, la brasserie De Brouwketel y a été créée puis plus tard, la brasserie Duysters. Cette dernière a cessé ses activités en 1969. 
En 1992, Marc Beirens achète les bâtiments abandonnés et les restaure de ses propres mains. Il lui a fallu beaucoup d'efforts pour être autorisé à conserver les bâtiments et à annuler l'obligation de démolition. En 1995, tout est prêt et la brasserie Loterbol est inaugurée. Il est d'abord décidé de brasser dans une section de l'ancienne brasserie datant du XVIIIe siècle. La brasserie Loterbol est alors une brasserie familiale dotée d'une petite installation d'une capacité de 470 litres de moût. Cette installation est toujours utilisée pour brasser la bière Loterbol titrant 6 % en volume d'alcool. En 2002, une nouvelle salle de brassage et une installation sont mises en service dans une partie du bâtiment datant de 1908. Cette installation a une capacité de 2800 litres de moût et est utilisée pour la fabrication de bières à 8 % en volume d'alcool.
Le nom de Loterbol fait référence à l'un des surnoms des habitants de Diest : Loterbollen. 

## Principales bières
- Loterbol 6° titrant 6 % en volume d'alcool.
- Loterbol Blond titrant 8 % en volume d'alcool.
- Loterbol Bruin titrant 8 % en volume d'alcool.
- Tuverbol, un mélange de Loterbol Blond et de lambic de la brasserie Drie Fonteinen à Beersel titrant 11 % en volume d'alcool.
- Roodebol titrant 6,6 % en volume d'alcool.